# Schlesisches Tor

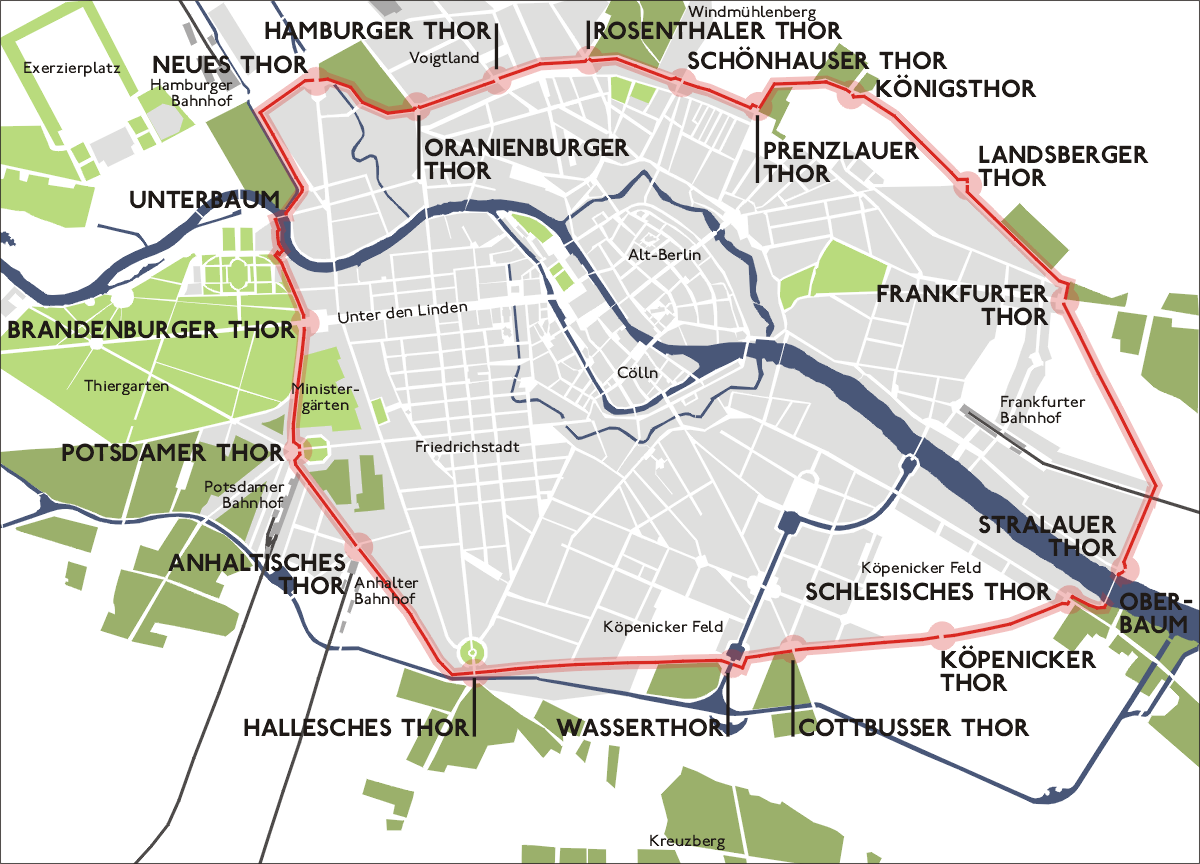
Berliński mur akcyzowy

Schlesisches Tor – jedno z pięciu przejść na południe od Sprewy w ciągu berlińskiego muru akcyzowego wybudowane na zlecenie Fryderyka Wilhelma I.